# Vestre Slidre
Vestre Slidre é uma comuna da Noruega, com 464 km² de área e 2 304 habitantes (censo de 2004).         